# Пономаренко, Анна Александровна
Анна Александровна Пономаренко (укр. Анна Олександрівна Пономаренко; род. 26 июня 1994, Харьков), также известная как Stefani — украинская би-гёрл. Серебряный призёр чемпионата Европы (2023) и Европейских игр (2023), участница летних Олимпийских игр 2024 года в Париже.

## Биография
Анна Пономаренко родилась 26 июня 1994 года в Харькове, Украина. Занималась народной классической хореографией. Брейкингом заинтересовалась в 14 лет, когда увидела, как выступают би-гёрлз на фестивале «Snickers Урбания» в Харькове. В 17 лет уехала из дома. Год жила и работала в Китае, затем пять лет в Турции. Танцевала в шоу-балетах, театрах, цирках.
Из-за постоянных нагрузок у неё развилась грыжа, о которой она не знала. В 2017 году её в какой-то момент парализовало ниже шеи. В больнице обнаружили грыжу межпозвоночного диска в области шеи, которая защемляла нерв в спинном мозге. Анне была нужна операция, но в этом случае она бы уже не смогла танцевать. Другой вариант был связан с неинвазивной терапией, которая возможно могла бы помочь, но без гарантии успеха. Анна выбрала второй вариант. Через несколько недель электротерапии и нескольких месяцев физиотерапии она постепенно восстановила подвижность всего тела и вернулась к танцам.
В 2018 году переехала в Великобританию, работала в цирке. Когда в 2020 году брейкинг был признан олимпийским видом спорта и включён в программу будущих летних Олимпийских игр в Париже, решила, что хотела бы принять в этом участие. Для этого было нужно участвовать в различных соревнованиях по брейкингу и набирать очки для рейтинга. Планировала получить гражданство Великобритании и выступать на Играх уже за эту страну, но после полномасштабного российского вторжения в Украину в 2022 году изменила это решение. С войны забрала к себе в Лондон бабушку.
Помимо всего прочего в 2022 году узнала, что ждёт ребёнка. Отказаться от участия в соревнованиях не могла, поэтому продолжала выступать вплоть до 7 месяца беременности. Уже через два месяца после родов принимала участие в соревнованиях в Японии, где заняла 5 место. В 2023 году завоевала серебро на чемпионате Европы по брейкингу и серебро на Европейских играх.
Анна Пономаренко прошла квалификацию на летние Олимпийские игры в Париже вместе с ещё одной украинской би-гёрл Екатериной Павленко (Kate). При этом согласно жеребьёвке обе украинки в групповом этапе на Играх оказались в одной группе, поэтому в какой-то момент им пришлось выходить на баттл друг против друга. Анна заняла третье место в группе и не прошла в четвертьфинал, Екатерина заняла в группе первое место и прошла дальше, как и, ставшая в группе второй, японка Аюми Фукусима (Ayumi). У всех трёх девушек в группе было одинаковое количество побед по раундам, но разное количество голосов от судей. У японки было на один голос больше, чем у Пономаренко.